# SoulCalibur IV
SoulCalibur IV (ソウルキャリバーIV, SōruKyaribā Fō) é o sexto jogo de luta da Namco da série Soul. O jogo foi lançado para PlayStation 3 e Xbox 360 em 2008. Pela primeira vez na história da série existe a possibilidade de se jogar online. Uma versão para arcade não foi anunciada, tornando-se o segundo jogo da franquia a ter sido lançado primeiro para os consoles caseiros, sendo o primeiro SoulCalibur III, exclusivo do PlayStation 2.

## Personagens

### Personagens Iniciais
Os personagens já desbloqueados ao início do jogo são: Mitsurugi, Cassandra, Raphael, Taki, Siegfried, Nightmare, Hilde, Maxi, Voldo,  Tira, Xianghua, Kilik, Astaroth e Ivy.

### Personagens Compráveis
Dentro do jogo é possível adquirir personagens a partir do modo Character Creation.
Os personagens que podem ser comprados são: Lizardman, Sophitia, Amy, Setsuka, Yun-Seong, Seong Mi-na, Rock, Cervantes, Taki, Yoshimitsu e Zasalamel.
Esses personagens são adquiridos com as moedas ganhas nos modos Story, Tower of Lost Souls e Arcada.

### Personagens Desbloqueáveis
Esses personagens são adquiridos após serem derrotados no modo Story.
Os personagens desbloqueáveis são: Algol, Angol Fear, Kamukirimusi, Shura, Ashlotte e Scheherazade.

### Personagens Convidados
O jogo tem também a participação dos personagens Darth Vader(na versão PS3), Yoda(na versão XBOX 360) e Starkiller(no jogo The Apprentice, desbloqueável quando se completa o modo Arcade com os outros personagens convidados), da série Star Wars como personagens convidados.
Dependendo da versão é possível adquirir Yoda ou Darth Vader na Xbox Live ou na PSN.

### Personagens Criados
O jogo possui um modo de criação de personagem mais elaborado que o de SoulCalibur III.